# Sza’ar ha-Amakim
Sza’ar ha-Amakim (hebr. שער העמקים) – kibuc położony w Samorządzie Regionu Zewulun, w Dystrykcie Północnym, w Izraelu. Członek Ruchu Kibuców (HaTenu'a HaKibbutcit).

## Położenie
Leży w Dolinie Zewulon, na wschód od miasta Hajfy.

## Historia
Kibuc został założony w 1935 roku.

## Gospodarka
Gospodarka kibucu opiera się na intensywnym rolnictwie.